# Шумилинская
Шумилинская — станица в Верхнедонском районе Ростовской области.
Административный центр Шумилинского сельского поселения.

## География
Станица Шумилинская — самая северная в Ростовской области. Она расположена на реке Песковатке, левом притоке Дона (впадает в Дон в 926 км от его устья).

### Улицы
| - ул. Горького, - ул. Заречная, - ул. Калинина, - ул. Колхозная, - ул. Котовского, - ул. Ленина, - ул. Луговая, \| valign="top" \| - ул. Матросова, - ул. Мичурина, - ул. Озерная, - ул. Песчаная, - ул. Подтелкова, - ул. Почтовая, - ул. Садовая, \| valign="top" \| - ул. Советская, - ул. Сосновая, - ул. Фрунзе, - ул. Чапаева, - ул. Чехова, - ул. Чкалова, - ул. Щорса. |

## История
Первое упоминание о хуторе Шумилине в архивных документах относится к 1838 году. Хутор входил в юрт станицы Казанской Усть-Медведицкого округа области войска Донского. В 1897 году в Шумилине имелось 28 дворов, проживали 205 мужчин и 245 женщин, работала почтовая станция и приходское училище. В 1905 году на центральной площади была построена каменная церковь, а старая деревянная пожертвована жителям хутора Чукарин станицы Вёшенской.
В начале XX века хутор Шумилин был одним из крупных хуторов Донской области и служил культурным и торговым центром для многих небольших хуторов. Здесь было два штата церковного причта, два двухклассных приходских училища: мужское и женское. Ежегодно проходили три ярмарки: 14 февраля, 28 апреля и 28 июня. В 1906 году было открыто почтовое отделение, а в 1913 году появился телеграф. Работали вальцовая мукомольная мельница и мукомольный завод.
Весной 1919 года, когда начался красный террор против казачества, в хуторе Шумилине вспыхнуло восстание, которое перекинулось на соседние хутора и станицы Верхнего Дона. Позже оно получило название Верхне-Донского, или Вёшенского. В ночь с 10 на 11 марта восставшие (около 500 человек) окружили соседнюю станицу Казанскую, 11 марта атаковали станицу Мигулинскую, а 12 марта захватили окружной центр станицу Вёшенскую. Окружной совет выдвинул лозунг: «За Советы против коммуны, расстрелов и грабежей!». К началу апреля численность вооружённых сил повстанцев оценивалась в 30 000 человек, преимущественно кавалерии.
В начале 1920 года, после установления Советской власти, хутор Шумилин переименовали в станицу Шумилинскую. Красный террор уничтожил казачество, а также старый уклад жизни сельского населения. Вскоре началась коллективизация. В эти годы в Шумилинской образовалась комсомольская ячейка, члены которой создали музыкальный оркестр, занимались общественной деятельностью, построили школу.
Во время Великой Отечественной войны немецкие войска не дошли до Шумилинской. Они были остановлены на подступах к ней, в степях близ станицы Казанской. В этот период станица Шумилинская стала местом расположения многих районных и областных организаций. Здесь в течение нескольких месяцев находились Ростовские обком ВКП(б) и облисполком, издавалась областная газета «Молот».

## Население
| 1989 | 2002  | 2010 |
| ---- | ----- | ---- |
| 1245 | ↘1072 | ↘849 |

## Достопримечательности
Территория Ростовской области была заселена ещё в эпоху неолита. Люди, живущие на древних стоянках и поселениях у рек, занимались в основном собирательством и рыболовством. Степь для скотоводов всех времён была бескрайним пастбищем для домашнего рогатого скота. От тех времен осталось множество курганов с захоронениями жителей этих мест. Курганы и курганные группы находятся на государственной охране.
На первом месте из достопримечательностей — храм в честь Смоленской иконы Божией Матери; настоятель храма с 2013 года иерей Александр Туховский. Работы по созиданию и благоукрашению храма продолжаются.
Поблизости от территории станицы Шумилинской Верхнедонского района расположено несколько достопримечательностей — памятников археологии. Они охраняются в соответствии с Федеральным законом от 25.06.2002 № 73-ФЗ «Об объектах культурного наследия (памятниках истории и культуры) народов Российской Федерации», областным законом от 22.10.2004 № 178-ЗС «Об объектах культурного наследия (памятниках истории и культуры) в Ростовской области», постановлением главы администрации РО от 21.02.97 № 51 о принятии на государственную охрану памятников истории и культуры Ростовской области и мерах по их охране и др.
- Курган «Николаевский XIV». Находится на расстоянии около 3,5 км к северо-западу от станицы Шумилинской.
- Курганная группа «Обрывский I» из семи курганов. Находится на расстоянии около 2,2 км к северо-западу от станицы Шумилинской.
- Курганная группа «Обрывский II» (2 кургана). Находится на расстоянии около 4,2 км к северо-западу от станицы Шумилинской.
- Курган «Каменный V». Находится на расстоянии около 3,9 км к северо-западу от станицы Шумилинской.
- Курган «Каменный VI». Находится на расстоянии около 3,0 км к северо-западу от станицы Шумилинской.
- Курганная группа «Каменный IV» (2 кургана). Находится на расстоянии около 2,6 км к СЗ от станицы Шумилинской[5].

В середине 80-х годов XX века в станице Шумилинской были вскрыты два кургана. В одном археологи обнаружили останки женщины, в другом — мужчины и мальчика. В могилах были обнаружены камышовые настилы, охра и сосуды. Умершие лежали в ямах с согнутыми коленями". Такое захоронение с имитацией жилища земляночного типа человека бронзового века свидетельствуют о вере людей этого века в загробное существование души умершего.